# Kaskenlinna

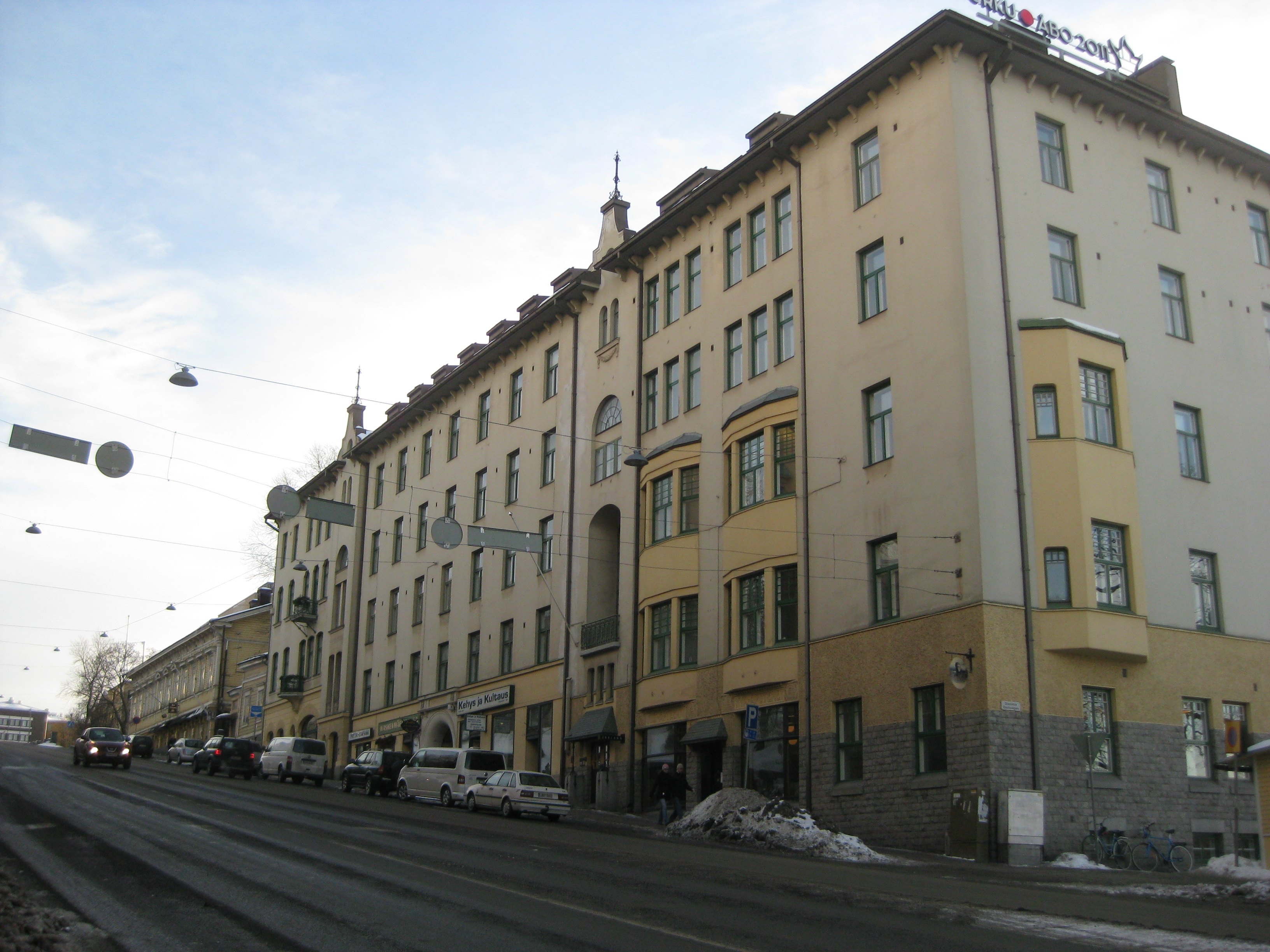
Kaskenlinna, längst upp Arthur Kajanus del från 1901, i mitten August Krooks del från 1928 och längst ner Frithiof Strandells del från 1907

Kaskenlinna är en byggnad i Åbo i distrikt III, på Kaskisgatan 1. Byggnaden fick sitt nuvarande klassicistiska utseende av August Krook, som år 1927 gjorde ritningarna för en sammanslagning av två äldre stenhus i jugendstil som fanns på tomten vid tillfället. I fasaden kan man därför än idag se tydliga spår av jugend, vilket ger huset dess intressanta och unika utseende.

## Jernvalls bageri
År 1900 köpte bagarmästare Carl Edvard Jernvall en tomt på Kaskisbacken, i syfte att bygga ett nytt stenhus för sitt bageri. Uppdraget att rita det nya huset gav han åt stadsarkitekt Arthur Kajanus, men även byggnadsingenjör Anton Salviander hjälpte till i arbetet. Kajanus planerade ett höghus i fyra våningar, med plats för bageriet i nedersta våningen. De övriga våningarna gjordes till bostäder, med en stor lägenhet i varje våning. Grundplanet mätte 16 x 17 meter.

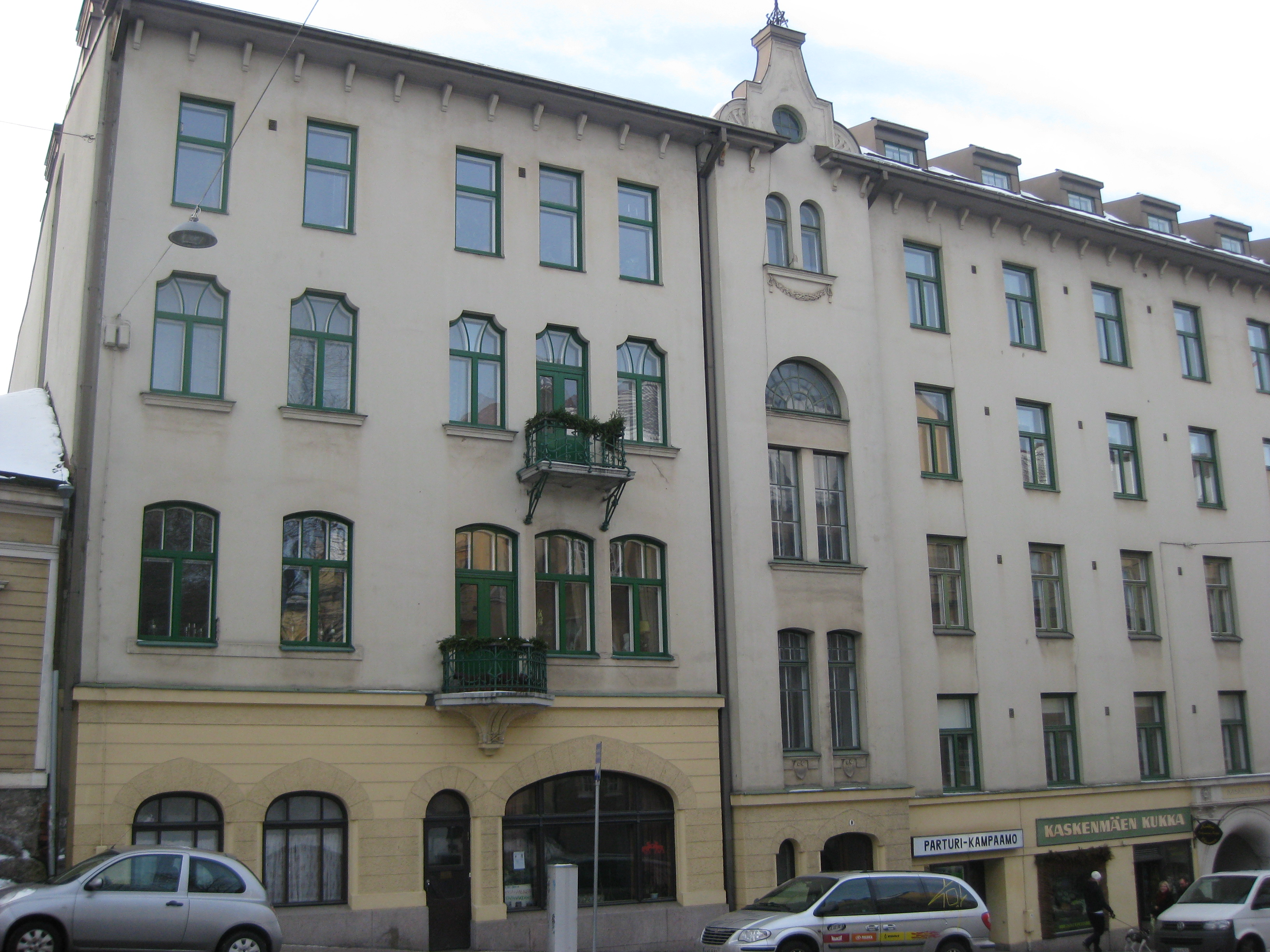
Delen som ursprungligen ritades av Arthur Kajanus

Jernvalls ståtliga höghus var ett tidigt exempel på jugendarkitekturen som bara ett år tidigare hade anlänt till Åbo i och med Willy Oests ritade stenhus åt C. Fr. Junnelius på Slottsgatan. Bageriet hade representativa bågformade skyltfönster mot Kaskisgatan och fasaden bar på vackra rappningsdekorationer föreställande bl.a. vallmo. Trapphuset hade höga bågformade fönster, som än idag finns kvar i den nuvarande byggnaden. Mot Kaskisbacken byggdes två små balkonger, på andra och tredje våningen, med vackra räcken av smidesjärn. 

## Apotekare Ditzlers byggnad
Affärerna gick inte bra för bagarmästare Jernvall och snart tvingades han göra konkurs och sälja tomten inklusive hus. Dessa köptes av apotekaren Ditzler som ville grunda ett nytt apotek på tomten. I och för sig skulle han ha kunnat överta Jernvalls gamla bageriutrymme för sitt apotek, men platsen mitt i backen var inte tillräckligt representativ. Därför valde han istället att bygga ett nytt stenhus längre ner i backen, i hörnet av tomten. Platsen passade perfekt, eftersom Carl Armfelts planerade Aurabron mellan Kaskisgatan och Auragatan blev klar sommaren 1907, vilket förkortade vägen till stadens centrum avsevärt. 
Till arkitekt för nybygget valde Ditzler den numera kände arkitekten Frithiof Strandell. Dennes ståtliga stenhus i jugend uppfördes vid denna tid runt om i Åbo, till exempel fanns ett av hans bostadshus, Hjorten, sedan några år tillbaka uppe på krönet av Kaskisbacken. Byggnaden som Strandell planerade åt Ditzler år 1906 och som stod färdig följande år, var ett ytterst ståtligt stenhus i tre våningar. I likhet med Jernvalls hus var den nedersta våningen reserverad för affärsutrymmen, i detta fall Ditzlers nya apotek. De övriga två våningarna bestod av två stora lägenheter med åtta rum och kök. 
Apoteksutrymmet var ytterst modernt och all inredning och utsmyckning stod Strandell för. Hyllorna var av mahogny och golvet av marmor. Utsidan av byggnaden var också ytterst utsmyckad och som dekoratör använde Stranell sig av sin vän Willy Baer som även dekorerat många av Strandells övriga byggnader. Exempel på dekorationer är rappningsfigurerna ovanför apotekets fönster föreställande ormbunksblad. En intressant detalj är dörren till apoteket med en koppardekoration föreställande en hjort. Ditzler hade nämligen först planerat att grunda sitt apotek i Strandells tidigare planerade hus Hjorten och dekorationen verkar därför vara till som ett minne över detta. Även i övrigt var fasaden ytterst ståtlig, med burspråk, mansardtak och vackert rappad fasad. 
Affärerna gick ändå inte bra för apotekaren och år 1918 tvingades han sälja hela sitt hus. Han blev dock kvar i huset som hyresgäst ända till sin död år 1921. 

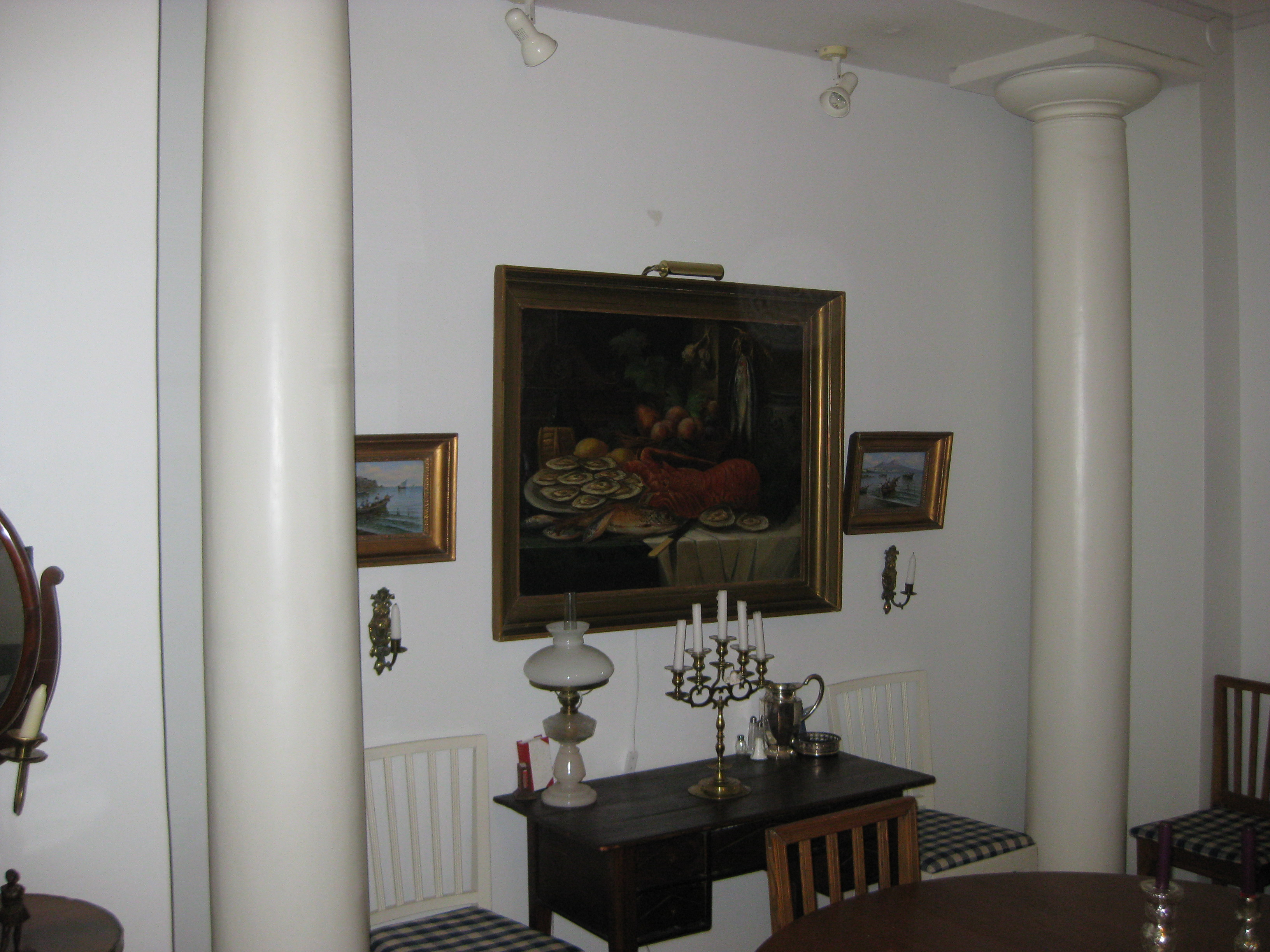
En av lägenheterna i husets nyaste del planerad av August Krook

## Krooks sammanslagning av husen
År 1922 köptes en del av tomten på Kaskisgatan 1 av Ernst och Alma Uppman. Ernst Uppman dog dock kort efter detta. Hans fru Alma Uppman lyckades köpa upp mera andelar av tomten från och med år 1923 och snart hade hon planer på att bygga nytt. Planerna förverkligades efter att trähuset mellan Jernvalls och Ditzlers höghus brann ned. Hon gav i uppdrag åt arkitekten August Krook att sammanfoga de två befintliga stenhusen till ett enhetligt större stenhus. 
August Krook förverkligade planerna genom att dels bygga en ny del mellan de två stenhusen och dels höja de befintliga stenhusen så att alla husets delar skulle hamna på samma nivå. Det mellanliggande nybygget gjordes i klassicistisk stil, medan de gamla delarnas jugendfasader till stor del bevarades, bl.a. genom att behålla burspråken i Ditzlers stenhus. Dock sparade man inte till exempel vallmodekorationerna på Jernvalls hus, förutom de som fanns på gårdssidans trapptorn. Ändringar i apoteksbyggnadens trapphus gjordes också, så att det till stor del kom att likna det i Jernvalls hus. 
Lägenheterna i den nya delen fanns i fyra olika våningar och i gatunivå fanns dessutom utrymmen för ett antal affärer. Ditzlers apoteksbyggnad höjdes med två våningar och även dessa byggdes till bostäder. 

## Kaskenlinna idag
Inte heller Alma Uppmans affärer gick så bra och även hon gick i konkurs, år 1933. Hon hade dock ett par år tidigare sålt bort delar av huset till tre av sina döttrar. Dessa omformade huset till ett aktiebolag, As OY Kaskenlinna, år 1947. 
I huset finns ett stort antal affärsutrymmen och under de gångna åren har många olika företag verkat i dessa. Idag finns inte längre någon av de två ursprungliga affärerna kvar, utan apoteket har gjorts om till en pub och bageriets utrymmen används av Åbos tyska lutherska församling. I husets nyaste del finns en frisörssalong, en blomsteraffär och ett galleri.